# Charols
Charols település Franciaországban, Drôme megyében. Lakosainak száma 957 fő (2022. január 1.). Charols La Bégude-de-Mazenc, Cléon-d’Andran, Manas, Pont-de-Barret, Puy-Saint-Martin és Salettes községekkel határos.

## Népesség
A település népességének változása:
| Lakosok száma | 265  | 305  | 415  | 693  | 841  | 887  | 918  | 935  | 935  | 957  |
|               | 1968 | 1982 | 1990 | 2006 | 2013 | 2015 | 2017 | 2019 | 2020 | 2022 |